# 高千穂丸 (フェリー)
高千穂丸（たかちほまる）は、日本カーフェリーが運航していたフェリー。

## 概要
- 日本鋼管清水造船所で建造。
- 1974年3月1日 川崎 - 日向航路に就航した。

就航当初は日本最速のフェリーで、従来片道25時間を費やし3隻を配船していた川崎-細島間の京浜航路は本船と美々津丸の就航によりの導入により最速19時間30分に短縮し2隻での毎日運航とした。
本船と美々津丸の就航により、従来就航していたせんとぽーりあは広島 - 日向航路へ転配、はいびすかすは大阪 - 日向航路へ転配、ぶーげんびりあは予備船となった。
- 1990年 日本カーフェリーをシーコムが買収したため、シーコムフェリー（1992年にマリンエキスプレスに社名変更）に移籍した。
- 1993年 フェニックス エキスプレスの就航により、大阪 - 宮崎航路に転配され、従来就航していたせんとぽーりあは引退、海外売船された。
- 1996年12月 みやざきエキスプレスの就航により、神戸 - 日向航路に転配され、従来就航していたえびのは引退、海外売船された。
- 1998年5月 神戸 - 日向航路廃止により引退、係船された。
- 1999年9月 キプロスのAccess Ferriesに売却され、HO MARUと改名して回航された。
- 2000年 MILLENIUM EXPRESSとしてピレウス - リマソル - ハイファ航路で運航された後、チュニジアのCOTUNAV（英語版）に傭船され、ジェノヴァ・マルセイユ - ラ・グレット航路で運航された。
- 2001年 プエルトリコのFerries Del Caribeに傭船され、サントドミンゴ - マヤグエス航路で、2003年はブリンディジ - チェシュメ航路で運航された。
- 2004年 アルジェリアのアルジェリア国営海運（CNAN）に傭船され、オラン - バルセロナ・マルセイユ航路で運航された。
- 2006年 2004年と同じく、アルジェリア国営海運に傭船され、オラン - バルセロナ・マルセイユ航路で運航された。
- 2007年 EUROPEAN EXPRESSに改名されて、アルジェリア・フェリーズ（英語版）に傭船され、マルセイユ -アルジェ航路で運航された。
- 2008年 モロッコのCOMANAV（英語版）に傭船され、夏季にセット - ナドル（英語版）航路で運航された。
- 2010年3月 ギリシャのネルラインズ（英語版）に傭船され、ティノス - ミティリーニ航路で、その後、ピレウス - シロス - イカリア - フルニ - サモス航路で運航されている。

### 航路
京浜航路
- 川崎港 - 細島港[4]

美々津丸と本船の2隻で毎日運航した。下り便は、川崎港18時発、日向港翌15時着（所要時間21時間）、上り便は、日向港19時発、川崎港翌15時着（所要時間20時間）で運航された。
大阪航路
- 大阪港 - 宮崎港[5]

神戸航路
- 神戸港 - 細島港[6]

## 設計
高性能かつ安全第一主義と乗客の快適性を高める魅力あるデザインを図り、船体は高速化・豪華化・居住性の向上を意識しつつ軽構造の船殻で軽量化を図った。

## 船内
インテリアは豊口克平を委員長に据えた委員会を組織し、現代感覚に沿って幅広い旅客にアピールすべく特に若い世代を主対象に明快で気楽なデザインかつ流行的・刺激的な物を避け一般的で品格の有る雰囲気を心がけ、昼は太陽光の広がりを考慮した格調高く明快でフレッシュな演出、夜は照明によるムードの演出を行った。

### 船室
| クラス     | 部屋数           | 定員  |
| ---------- | ---------------- | ----- |
| 貴賓室     | 2名×2室          | 4名   |
| 特等室     | 2名×42室         | 84名  |
| 1等洋室    | 4名×38室         | 152名 |
| 1等和室    | 4名×6室、6名×2室 | 36名  |
| ツーリスト |                  | 740名 |

### 設備
Aデッキ
- 貴賓室
- 特等室
- 一等洋室・和室
- 特等・一等客用喫煙室

Bデッキ
- インフォメーション
- 売店
- 居酒屋（74席）
- パブ・バー（39席）
- レストラン（149席） - カフェテリア方式でカラーブラインド付きの窓を配しゴージャスな雰囲気を演出した。
- シアター
- ゲームコーナー
- カードルーム
- 幼児室

Cデッキ
- ツーリスト室
- ロビー
- 車両甲板（乗用車112台）

Dデッキ
- 車両甲板（20tトラック62台・8tトラック22台・乗用車8台）

Eデッキ
- 大浴場・サウナ - イタリア調のデザインで八角形の浴槽やモザイクタイルを施した。
- プール - 10m×5mの温水プール。

## 事故・インシデント

### 浦賀水道での貨物船との衝突
1982年9月9日、19時5分ごろ川崎港から細島港へ向かって航行中だった本船は、第二海堡灯台の西北西約3,5kmの地点、浦賀水道航路北口の手前で貨物船サンワフォンテンと衝突した。本船の右舷中央部やや後方がサンワフォンテンの左舷船首に後方から約30度の角度で衝突した後、減速した本船の右舷中央部に、サンワフォンテンの左舷船首が再度衝突した。衝突により、本船は、右舷中央部の外板に軽微な凹損を伴う約20メートルの擦過傷を生じ、サンワフォンテンは左舷船首ブルワークが約17メートルにわたって曲損した。
事故発生当時、天候は曇で、風力4の南西の風が吹いており、日没後約1時間が経過していたが、視界は良好で船体を視認出来る明るさであった。事故原因は、浦賀水道航路北口の北方水域を航行する際、サンワフォンテンおよび別の小型タンカーに後方から急速に接近する本船が、早目に減速して安全な船間距離を保つことなく、サンワフォンテンおよび小型タンカーの間に進入し、両船に著しく接近したことで発生したが、サンワフォンテンが小型タンカーおよび急速に接近する本船を確認していたのに、本船の前路を押える態勢で大きく転針したことも一因とされた。